# Ilegalismo

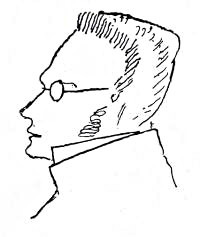
Retrato dibujado de Max Stirner

El ilegalismo es una filosofía ilegal anarquista surgida en Francia, Italia, Bélgica y Suiza durante los primeros años 1900 como desarrollo dentro del anarquismo individualista. El ilegalismo adoptó abiertamente el crimen como estilo de vida; no era una doctrina política propiamente dicha.
El ilegalismo tomó importancia para una generación europea inspirada por el descontento de los años 1890, durante los cuales Ravachol, Émile Henry, Auguste Vaillant, Michele Angiolillo y Geronimo Caserio cometieron atrevidos crímenes en nombre del anarquismo, en línea con la llamada "propaganda por el hecho".
Influido por el egoísmo de Max Stirner, el ilegalismo rompió con anarquistas como Clément Duval y Marius Jacob, quienes justificaban el robo con una teoría de la expropiación individual. En contraste, desde el ilegalismo se argumentaba que sus acciones no requerían una base moral, es decir, que los actos ilegales no se realizaban en nombre de ningún ideal superior sino con el objetivo de satisfacer los propios deseos. La francesa "Banda de Bonnot" fue el más famoso grupo ilegalista.

## Críticas al ilegalismo
El ilegalismo provocó grandes controversias y fue contestado dentro del ámbito del anarquismo, particularmente por quienes defendían el anarcosindicalismo por encima de los actos individuales desconectados del movimiento obrero. Abundantes socialistas argumentaron que el ilegalismo repetía la mentalidad capitalista y que representaba un giro hacia el nihilismo.
Tras su arresto por acoger a miembros de la Banda de Bonnot, Victor Serge, que había sido un enérgico defensor del ilegalismo, pasó a ser un duro crítico. En Memorias de un revolucionario, Serge describe el ilegalismo como "un suicidio colectivo". De manera similar, Marius Jacob reflexionaba en 1948: "No creo que el ilegalismo pueda liberar al individuo en la sociedad actual... Básicamente, el ilegalismo, considerado como un acto de revuelta, es más un tema de temperamento que de doctrina"
Anarcoindividualistas egoístas actuales como Fred Woodworth (editor del periódico The Match!), Joe Peacott o Larry Gambone son también extremadamente críticos con el ilegalismo por considerarlo poco ético.